# Gauche unie (Pologne)
La Gauche unie (en polonais : Zjednoczona Lewica) est une coalition électorale constituée en juillet 2015 par plusieurs partis politiques polonais de gauche.

## Formation
La Gauche unie regroupe l'Alliance de la gauche démocratique (SLD), Twój Ruch (TR), l'Union du travail (UP), les Verts (Zieloni), le Parti socialiste polonais (PPS), dans la perspectives des élections générales de 2015.
Des membres d'autres partis (Parti démocrate - demokraci.pl, Parti démocratique (SD), Social-démocratie de Pologne) figurent également sur les listes de candidats présentés par cette coalition.

## Élections parlementaires de 2015
Barbara Nowacka (naguère membre de l'Union du travail désormais co-présidente de Twój Ruch), candidate à Varsovie, est officiellement désignée le 4 octobre 2015 comme candidate à la présidence du Conseil des ministres en cas de victoire électorale. Les têtes de listes dans chaque circonscription sont réparties entre les partis coalisés, par exemple Les Verts avec Adam Ostolski à Szczecin et Małgorzata Tracz à Wrocław, le SLD avec Leszek Miller à Gdynia ou Romuald Ajchler (pl) à Piła, l'Union du travail avec Waldemar Witkowski (pl) à Poznań.
La coalition réunit 1 147 102 voix, soit 7,55 % des suffrages exprimés, un résultat insuffisant pour obtenir des députés, le seuil nécessaire étant fixé à 8 % pour les coalitions. C'est la première fois depuis 1989 que la gauche n'obtient aucun élu au Parlement polonais.